# St. Stephanus (Bürrig)

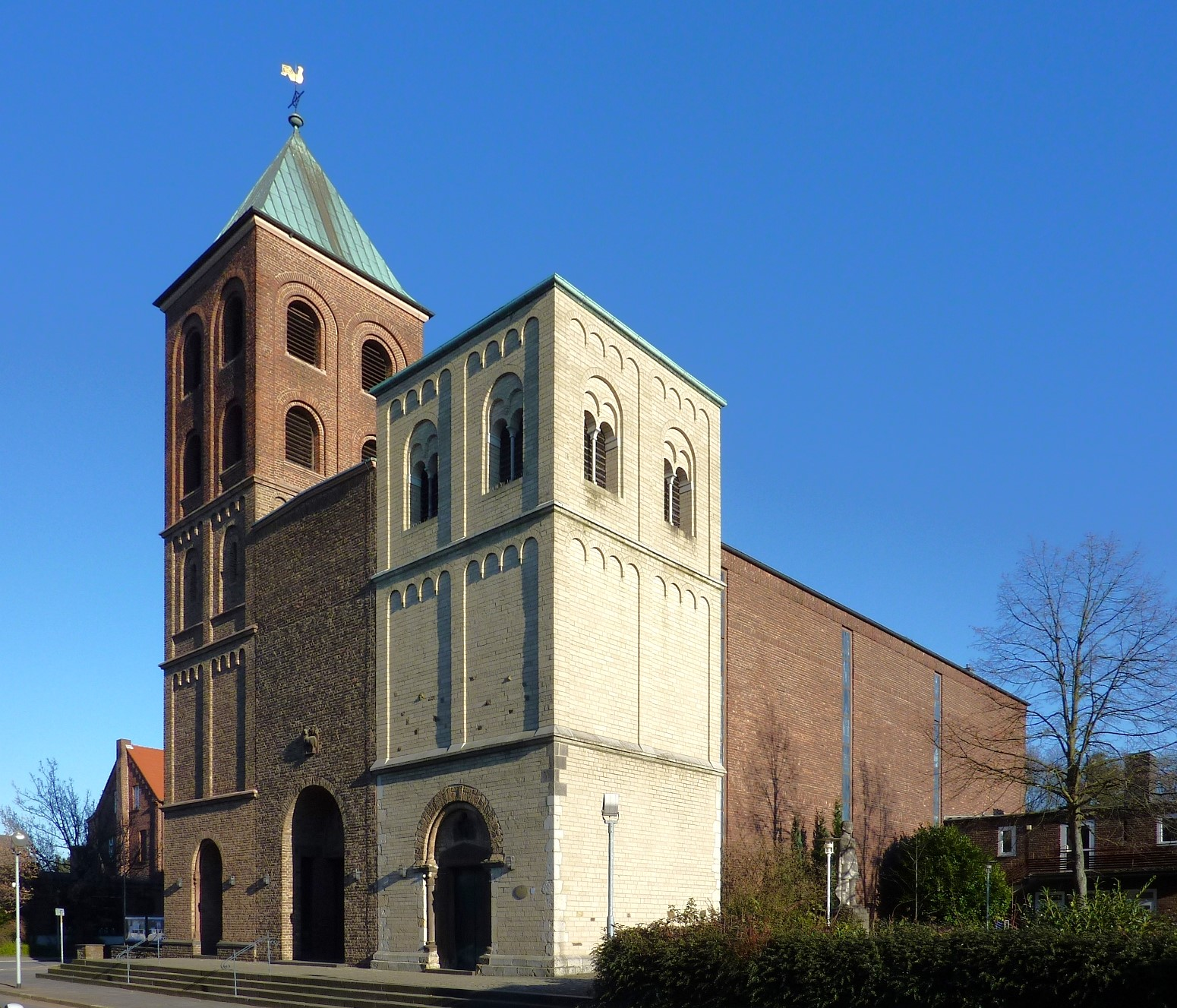
St. Stephanus. Die Zweiturmgruppe mit dem romanischen Südturm

St. Stephanus ist die römisch-katholische Pfarrkirche im Leverkusener Stadtteil Bürrig. Sie ist eine Backsteinsaalkirche mit Apsis und Doppelturmfassade.

## Geschichte und Architektur

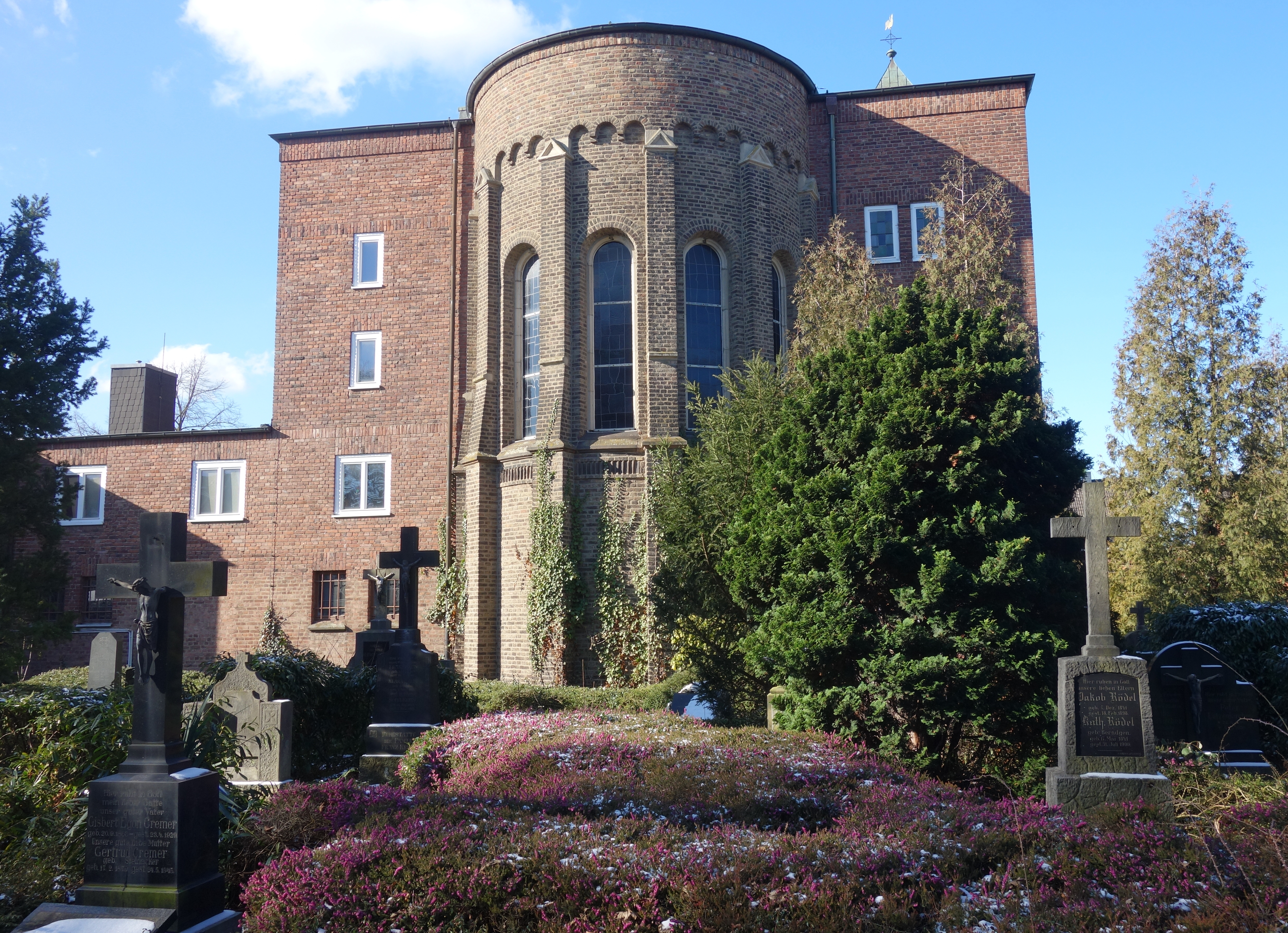
Chorapsis mit Friedhof

Eine erste Kirche wurde vermutlich durch die Franken im 6. Jahrhundert errichtet und erstmals 1135 urkundlich als Besitz der Abtei Deutz genannt, von der 1295 das Patronatsrecht über die Kirche an die Grafen von Berg überging. Die ersten Glocken wurden im 14. Jahrhundert gegossen. Sie sind heute noch erhalten.
Der romanische Turm aus dem 12. Jahrhundert ist ein dreigeschossiger Bau mit Rundbogenfries und Lisenen im Ober- und Mittelgeschoss, Eingangsportal in kölnischer Spätromanik sowie Säulen mit Knospenkapitellen und Kleeblattbogenfenster im Tympanon. Das im Barock neu gebaute Kirchenschiff wurde 1892 abgerissen und unter Beibehaltung des romanischen Turms durch den Bau einer neuromanischen Basilika mit Querschiff nach dem Muster von St. Stephanus in Hitdorf und St. Andreas in Schlebusch ersetzt. Der nördliche Fassadenturm wurde zunächst als exakte Kopie des südlichen aufgeführt und nach 1900 aufgestockt.
Im Zweiten Weltkrieg wurde das Kirchenschiff teilweise zerstört und der romanische Turm stark beschädigt. Unter Einbeziehung der beiden Türme sowie des erhaltenen neuromanischen Chors und dessen Apsis schuf der Leverkusener Architekt Wilhelm Fähler in den Jahren 1949 und 1950 einen neuen schlichteren Bau als Backsteinhalle mit Betonrippen. Der Gesamtcharakter des Kirchenraums blieb bestehen.
Seit 2004 wird die Kirche nachts angestrahlt.

## Innenausstattung
Im Innern der Kirche befindet sich ein romanischer Taufbrunnen aus dem 12. Jahrhundert vom rheinisch-maasländischen Typ, gefertigt aus Namurer Blaustein mit vier Eckköpfen, dazwischen jeweils drei Rundmedaillons. Ebenfalls erhalten ist ein hochgotisches Missale kölnischer Herkunft auf Pergament von 1340.

## Glocken
Im hohen Turm hängt ein Geläut aus sechs Glocken, von denen die drei aus den Jahren 1383 und 1529 einen hohen historischen Wert besitzen.
| Nr. | Name              | Gussjahr | Gießer                  | Durchmesser (mm) | Gewicht (kg) | Nominal (16tel) |
| 1   | Gezelinus         | 1986     | Petit & Gebr. Edelbrock | 1.250            | 1.320        | es1 +1          |
| 2   | Kreuz             | 1953     | Petit & Gebr. Edelbrock | 1.072            | 790          | ges1 +3         |
| 3   | Maria & Stephanus | 1383     | (Kölner Meister)        | 930              | 450          | as1 +2          |
| 4   | Stephanus         | 1529     | Heinrich von Overraide  | 830              | 340          | b1 +2           |
| 5   | Maria             | 1529     | Heinrich von Overraide  | 720              | 240          | ces2 +4         |
| 6   | Elisabeth         | 1985     | Petit & Gebr. Edelbrock | 710              | 235          | des2 +3         |

Die Gezelinusglocke trägt die Inschrift: „Zu Ehren des Heiligen Gezelinus. Gegossen im Festjahr 1986.“ an der Schulter der Glocke, am Wolm „Selig, die vor Gott arm sind. Ihnen gehört das Himmelreich.“. Auch die Kreuzglocke trägt eine Inschrift, die lautet „+ PER SIGNUM CRUCIS – DE INIMICIS NOSTRIS – LIBERA NOS DEUS NOSTER – 1953“, zu deutsch: „Durch das Zeichen des Kreuzes – von unseren Feinden – befreie uns, unser Gott“. In der Marienglocke aus dem Jahre 1383 sind die Worte „+ IN. HONORE(m).B(ea)TE.MARIE.V(ir)G(in)IS. &. S(an)C(t)I.STEPHANI.ANNO.D(omni)NI. M°CCC°LXXXIII°“ eingraviert, die übersetzt „Zu Ehren der hl. Jungfrau Maria und dem hl. Stephan im Jahre des Herrn 1383.“ heißen. Auch die Inschrift der Stephanus-Glocke und der alten Marienglocke sind der Maria und dem Stephan gewidmet, sie lauten „Sanct(us) stephan(us) heischen ich – zo dem deinst gotz roiffen ich – anno domini m ccccc xxix / d(omi)n(u)s*adolph(us) – nippel de lenepe – pastor huius ecclesie“ in der Stephanusglocke und „Maria is der name min – des muis got gebenedit sin – anno domini m ccccc xxix“. Die Gravur der Elisabeth-Glocke hingegen ist mit „Zu Ehren der hl. Elisabeth / und Mutter Theresia. / Gott gib Liebe und Friede / 1985.“ schlichter. Alle Glocken wurden in ihrer klanglichen Beurteilung als störungsfrei eingestuft. Insbesondere die Kreuzglocke (Glocke II) wurde als herausragend in ihrer Vibrationsfreudigkeit und ihrem ungetrübten Klang bezeichnet.

## Denkmalschutz
Die erhaltenen Teile des alten Kirchengebäudes wurden am 16. Oktober 1984 unter der Nummer 155 in die Liste der Baudenkmäler in Leverkusen eingetragen, die wiederaufgebauten Teile am 3. März 1995 unter der Nummer 267.

## Pfarrverband
Die Pfarrgemeinde St. Stephanus Bürrig bildete zusammen mit den Pfarreien Herz Jesu und St. Antonius Wiesdorf sowie Christus König (Küppersteg) seit 2002 den Pfarrverband Wiesdorf-Bürrig-Küppersteg, seit Herbst 2009 als Pfarreiengemeinschaft mit gemeinsamem Pfarrgemeinderat. Zum 1. Januar 2012 fusionierten diese Pfarrgemeinden zur neuen Kirchengemeinde St. Stephanus, Leverkusen. Pfarrkirche ist St. Stephanus.